# Gastón Salvatore
Gastón Salvatore (Valparaíso, 29 settembre 1941 – Venezia, 11 dicembre 2015) è stato uno scrittore e drammaturgo cileno naturalizzato tedesco.
Era nipote di Salvador Allende.

## La vita
Gastón Salvatore, figlio di madre cilena e padre italiano, è nato il 29 settembre 1941 a Valparaíso, in Cile. La madre cilena, María Pascal Lyon, ed il padre italiano, Ernesto Salvatore Vocca, si erano sposati a Roma, dove, nel 1937 nacque la sorella. Il padre di Salvatore durante la guerra fu prigioniero dei giapponesi, e fu poi liberato dagli americani. La famiglia dopo la guerra si riunì in Cile.
Frequentò la scuola americana di St. George's College, studiò giurisprudenza presso l'Università del Cile e si è laureò in Giurisprudenza, ottenendo il titolo di avvocato. Parallelamente studiò economia, ottenendo il diploma universitario in Economia agraria. Con una borsa di studio post laurea arrivò a Berlino nel 1965, e proseguì gli studi alla FU nelle facoltà di Filosofia, Sociologia e Scienze Politiche. Durante i suoi studi incontrò Hans Magnus Enzensberger, stabilendo da lì in poi un rapporto di amicizia. Fu Enzensberger ad incoraggiare Salvatore a scrivere in tedesco.
L'11 settembre 1973 in Cile il governo di unità nazionale fu deposto durante un colpo di Stato, nel corso del quale il presidente Allende perse la vita. Gastón Salvatore, che da bambino era stato molto legato allo zio, Salvador Allende, seppe del colpo di Stato mentre si trovava in Germania, dove gli venne tolto il passaporto cileno. Salvatore rimase dunque a Berlino.
Salvatore fu attivo nel movimento studentesco tedesco degli anni sessanta in quanto amico intimo di Rudi Dutschke. Nel 1969 venne condannato per sommosse a nove mesi di carcere. Nel 1975 Gastón Salvatore si trasferì a Venezia, pur mantenendo la propria residenza a Berlino.
Salvatore, che scrive in lingua tedesca dai tempi del suo trasferimento in Germania, da settembre 1980 cominciò a pubblicare per la rivista Trans-Atlantik, che aveva fondato nel 1978 insieme a Hans Magnus Enzensberger. Dal 1983 al 1984 Salvatore fu collaboratore fisso della rivista Stern, dove scrisse i ritratti dei leader della RFT.

## Opere
Nel 1969 venne rappresentata per la prima volta a Londra, nella Elizabeth Hall, la poesia di Salvatore Versuch über Schweine, che era stata messa in musica da Hans Werner Henze. Nel 1971 a Roma venne eseguita la prima del ciclo di poesie messe in musica da Hans Werner Henze, Der langwierige Weg in die Wohnung der Natascha Ungeheuer, che fu trasmessa da tutte le radio europee. Questo spettacolo serale a 17 venne replicato anche a Berlino, a Washington ed in altre teatri d'opera.
Nel 1970 Gastón Salvatore lavorò per il regista Michelangelo Antonioni al completamento di Zabriskie Point ed al film Der Kaiser von China, che racconta dei primi costruttori della Grande Muraglia Cinese. Questo film non fu mai realizzato e Gastón Salvatore elaborò le sue ricerche nel suo lungo racconto Der Kaiser von China. Leben und Tod des Kaisers Ch'in Schi Huang Ti, che nel 1980 venne pubblicato dalla casa editrice Carl Hanser.
Il 7 ottobre 1972, in occasione dell'inaugurazione del Teatro di Stato dell'Assia a Darmstadt, venne rappresentata in anteprima la sua opera Büchners Tod, che venne pubblicata lo stesso giorno dalla casa editrice Suhrkamp.
Nel 1973, Salvatore lavorò a Berlino alla novella Der Mann mit der Pauke, che racconta la vita di Wolfgang Neuss. Il libro fu pubblicato nel 1974 da S. Fischer Verlag.
Negli anni 1975 e 1976 a Berlino scrisse le opere teatrali Tauroggen, Fossilien e Freibrief. L'opera Freibrief venne rappresentata per la prima volta nel 1977 a Bochum, ed in seguito presso la Deutsches Schauspielhaus di Amburgo. Inoltre, Salvatore lavorò con Peter Zadek alla sceneggiatura del film Frühlings Erwachen (Risveglio di primavera), dall'opera di Wedekind. Zadek progettò la versione cinematografica di Freibrief.
Fino al 1982 sulla rivista mensile fondata insieme ad Hans Magnus Enzensberger, Trans-Atlantik, ogni mese fu pubblicato un racconto scritto da Gastón Salvatore della serie Waldemar Müller: i racconti più tardi vennero pubblicati in libri stampati da diverse case editrici. L'edizione estesa del 1993 (Die Andere Bibliothek, ed. Hans Magnus Enzensberger, Eichborn Verlag) comprende anche racconti brevi, aggiunti dopo la caduta del muro di Berlino.
Dopo lunghi anni di preparazione, nel 1985 venne completata a Venezia l'opera teatrale Stalin, pubblicata nel 1987 da Suhrkamp Verlag. La prima teatrale si tenne nel mese di ottobre del 1987 presso il teatro Schiller di Berlino. L'opera teatrale viene rappresentata in tutto il mondo con grande successo. Al Wiener Kreis Theater di Vienna venne messa in scena da George Tabori, e la rappresentazione venne registrata dalla televisione. A Karlsruhe mise in scena lo stesso Gaston Salvatore. L'opera Stalin è stata tradotta in numerose lingue, tra cui il polacco e il russo.
Nel 1989 apparve il dramma Lektionen der Finsternis, che ha debuttato a Wiesbaden. Secondo l'autore, intervista sul WELT del 2 maggio 1990, è un'opera in cui si scontrano "diverse concezioni della giustizia", mentre il Tageszeitung (23 maggio 1990) parlò di un'opera "troppo intelligente ed illuminata".
Una certa critica accolse anche il suo lavoro teatrale King Kongo, che debuttò nel novembre 1991 ad Essen, concentrato sulla conferenza di Berlino del 1884/1885 sul Congo e sul genocidio in Africa centrale. Il vaudeville venne pubblicato nel 1991 da Suhrkamp Verlag.
Seguì il lavoro sulle opere Benito Cereno, Der Kampf aus der Ferne, Die Heimsuchung, ed Hess, che apparvero nel 1998 in un'antologia pubblicata da Suhrkamp Verlag. L'opera Hess venne rappresentata per la prima volta nel 1998 a Weimar. Gastón Salvatore disse a proposito dell'opera: "Hess non era un gregario smarrito. Non solo aveva cercato e trovato il Führer, ma lo aveva portato alla ribalta e ne aveva fatto, infine, la sua creatura".
Nell'ambito della rappresentazione di Heidelberg il pubblico chiese come mai Salvatore non avesse affrontato la figura di Salvador Allende. Questa fu l'occasione per lavorare al dramma Allende, che fu la prima opera che Salvatore scrisse in lingua spagnola. Nel 2000 apparve la traduzione italiana di Franca Trentin e Paolo Vettore, pubblicata dalla casa editrice Lisi.
La casa editrice italiana Scheiwiller nel 2008 ha pubblicato l'antologia Drammi politici con le opere Stalin, Hess, Allende e, per la prima volta, Monsieur Joseph. Il dramma Monsieur Joseph venne scritto in lingua tedesca nel 2003 e tradotto in italiano e francese.
Nel 2007 uscì il dramma Feuerland (Terra del Fuoco), che debuttò il 14 novembre 2008 al Burgtheater di Vienna e venne pubblicato nello stesso anno da Suhrkamp Verlag.
Il 1º aprile 2009, presso il Naturkunde-Museum di Karlsruhe, in collaborazione con il Badischen Staatstheater, come parte della serie di eventi dell'anno di Darwin è stata messa in scena la lettura di Feuerland.

## Critiche
Su Büchners Tod (1972) si afferma: "Salvatore nella sua opera ha usato del materiale storico, ma vengono in mente i paralleli. La storia diventa un film che brilla attraverso il presente" (Suhrkamp Verlag). I critici si sono divisi. Hellmuth Karasek ha intitolato la sua recensione apparsa su Die Zeit del 13 ottobre 1972, Muori e merde! La ZDF registrò l'opera per la televisione, che viene trasmessa ancora oggi sul canale teatrale della ZDF.
Hans Magnus Enzensberger ha scritto nel 1993 nella sua prefazione a Waldemar Müllers moralische Achterbahn. Ein Trailer: "Uno straniero, naturalmente! Tutto ciò che ci serviva era che uno straniero ci mostrasse il vero tedesco, e che lo facesse in tedesco. Perché Gastón Salvatore, cileno di nascita, ma anche un po' italiano, nel corso degli ultimi venti anni è stato conosciuto come poeta, drammaturgo, narratore, regista e giornalista tedesco. Ma invece di giocare il tradizionale ruolo dello scrittore esule, come altri immigrati letterari, invece di crogiolarsi degli abusi che avvengono nella sua patria, egli, fin dall'inizio, è sempre stato stranamente interessato ai tedeschi."
Nel suo discorso in occasione del conferimento a Salvatore del Premio Kleist nel 1991, Enzensberger ha elogiato il suo collega scrittore come un autore il cui "amore per i tedeschi," probabilmente "in generale rimane non ricambiato," e che "non c'è successo che possa aiutarlo a superare tale distanza (... )".

## Vita politica
Oltre ai suoi studi, Salvatore si è impegnato politicamente ed operò insieme a Rudi Dutschke e ad altre strutture, che lo portarono dentro al movimento studentesco della Repubblica Federale Tedesca. Nel 1969 Salvatore e Dutschke vennero incriminati per questo motivo a seguito di pesanti scontri, anche se il processo contro Dutschke venne sospeso a seguito dell'attentato. Gastón Salvatore venne condannato a soli nove mesi di prigione senza condizionale. Il giorno della condanna Gastón Salvatore fuggì in Italia e più tardi a Londra e in Cile.
Al momento della consegna delle chiavi per l'apertura dell'Hessischen Staatstheater a Darmstadt, il 7 ottobre 1972 Gastón Salvatore venne arrestato nelle nuove sale della drammaturgia, poiché l'amnistia che era stata emanata dall'allora cancelliere Willy Brandt per i membri condannati del movimento studentesco era applicabile solo ai cittadini tedeschi. Salvatore suggerì alla polizia di informare il presidente federale Gustav Heinemann, che stava partecipando personalmente alla cerimonia, di questo incidente. Salvatore ricevette prontamente un permesso di lavoro illimitato in Germania.

## Premi ed onorificenze
- 1972 Premio Gerhart Hauptmann
- 1991 Premio Kleist

## Pubblicazioni in Germania
- Intellektuelle und Sozialismus, Wagenbach 1968
- Der langwierige Weg in die Wohnung der Natascha Ungeheuer, 1971, Luchterhand
- Büchners Tod, Theaterstück, 1972, Fischer
- Wolfgang Neuss - Ein faltenreiches Kind, 1974, Fischer
- Fossilien, Theaterstück, 1976, Suhrkamp
- Freibrief, Theaterstück, 1977, Suhrkamp
- Der Kaiser von China, 1980, Hanser
- Tauroggen, Theaterstück, 1982, Suhrkamp
- Waldemar Müller. Ein deutsches Schicksal, 1982, Eichborn
- Stalin, Theaterstück, 1985, Suhrkamp
- Lektionen der Finsternis, Theaterstück, 1989, Suhrkamp
- King Kongo, Theaterstück, 1991, Suhrkamp
- Hess, Theaterstück, 1991, Suhrkamp
- Benito Cereno, Theaterstück, 1992, Suhrkamp
- Der Kampf aus der Ferne, Theaterstück, 1992, Suhrkamp
- Waldemar Müllers moralische Achterbahn. Ein Trailer, Eichborn Verlag, 1993
- Der Bildstörer. Gaston Salvatore im Gespräch mit Daniel Cohn-Bendit. Edition q, Berlin 1994
- Venedig, Ein Insiderlexikon, Beck-Verlag, München 1995.
- Anleitungen zum Umgang mit schönen Frauen, Erzählungen, Europäische Verlagsanstalt, Hamburg 1997
- Die Heimsuchung, Theaterstück, 1998, Suhrkamp
- Allende, Theaterstück, 2000
- Einladung zum Untergang, venezianische Hintertreppen, Picus Verlag, Wien 2000 (3. Aufl. 2006) [auch als Hörbuch]
- Monsieur Joseph, Theaterstück, 2001
- Feuerland, Theaterstück, 2008

## Pubblicazioni in Italia
- Stalin, Giulio Einaudi, Torino, 1985
- Paestum, Edizione Franco Maria Ricci, Milano
- Hess, Villa Domenica per l'arte contemporanea, Treviso, 1993
- Allende, Lisi editore, Taranto, 2000
- Drammi politici, Libri Scheiwiller, Milano, 2008